# U-593 (tàu ngầm Đức)
U-593 là một tàu ngầm tấn công  Lớp Type VII thuộc phân lớp Type VIIC được Hải quân Đức Quốc Xã chế tạo trong Chiến tranh Thế giới thứ hai. Nhập biên chế năm 1941, nó đã thực hiện được mười sáu chuyến tuần tra, đánh chìm hay gây tổn thất toàn bộ cho mười tàu buôn và năm tàu chiến với tổng tải trọng 46.716 GRT và 4.579 tấn, đồng thời gây hư hại cho một tàu buôn và hai tàu chiến với tổng tải trọng 4.853 GRT và 1.677 tấn.Trong chuyến tuần tra cuối cùng, U-593 bị tàu khu trục Hoa Kỳ USS Wainwright và tàu khu trục hộ tống Anh HMS Calpe thả mìn sâu đánh chìm trong Địa Trung Hải ngoài khơi Bougie, Algérie vào ngày 13 tháng 12, 1943.

## Thiết kế và chế tạo

### Thiết kế

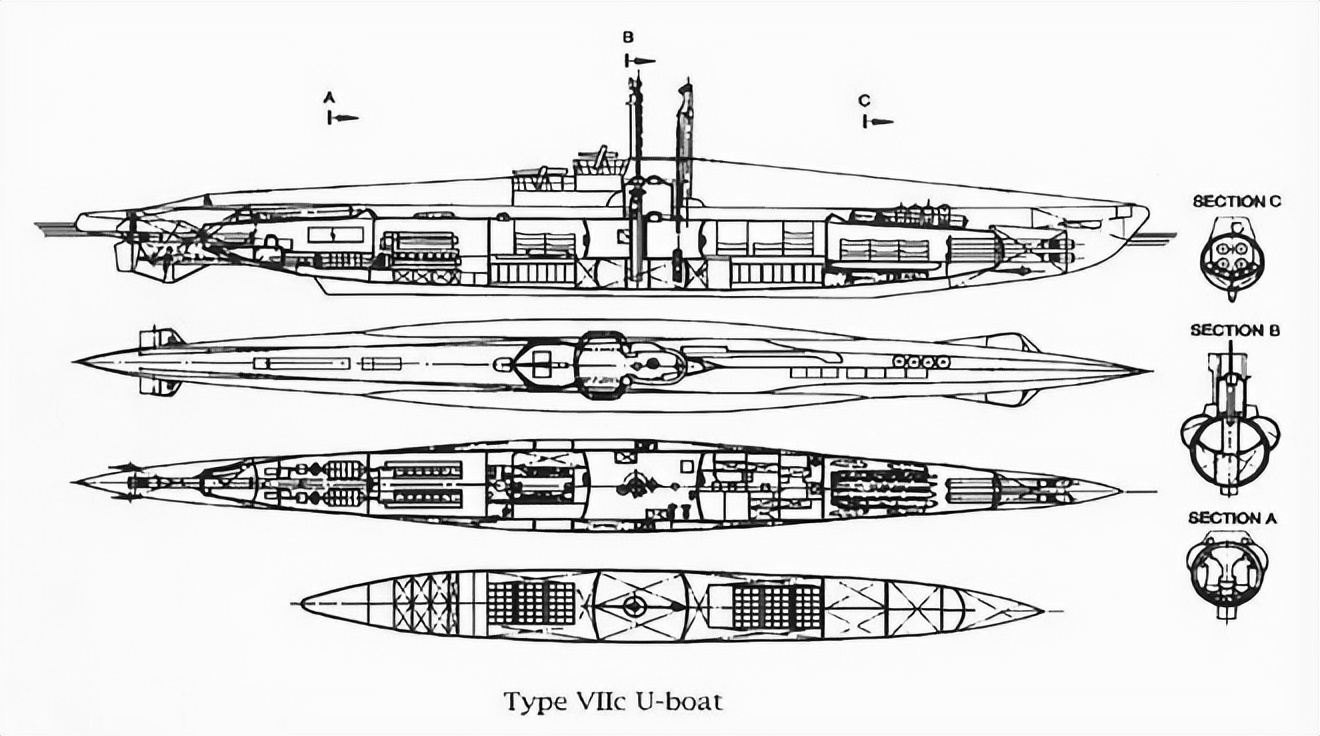
Sơ đồ các mặt cắt một tàu ngầm Type VIIC

Phân lớp VIIC của Tàu ngầm Type VII là một phiên bản VIIB được kéo dài thêm. Chúng có trọng lượng choán nước 769 t (757 tấn Anh) khi nổi và 871 t (857 tấn Anh) khi lặn). Con tàu có chiều dài chung 67,10 m (220 ft 2 in), lớp vỏ trong chịu áp lực dài 50,50 m (165 ft 8 in), mạn tàu rộng 6,20 m (20 ft 4 in), chiều cao 9,60 m (31 ft 6 in) và mớn nước 4,74 m (15 ft 7 in).
Chúng trang bị hai động cơ diesel Germaniawerft F46 siêu tăng áp 6-xy lanh 4 thì, tổng công suất 2.800–3.200 PS (2.100–2.400 kW; 2.800–3.200 bhp), dẫn động hai trục chân vịt đường kính 1,23 m (4,0 ft), cho phép đạt tốc độ tối đa 17,7 kn (32,8 km/h), và tầm hoạt động tối đa 8.500 nmi (15.700 km) khi đi tốc độ đường trường 10 kn (19 km/h). Khi đi ngầm dưới nước, chúng sử dụng hai động cơ/máy phát điện Garbe, Lahmeyer & Co. RP 137/c  tổng công suất 750 PS (550 kW; 740 shp). Tốc độ tối đa khi lặn là 7,6 kn (14,1 km/h), và tầm hoạt động 80 nmi (150 km) ở tốc độ 4 kn (7,4 km/h). Con tàu có khả năng lặn sâu đến 230 m (750 ft).
Vũ khí trang bị có năm ống phóng ngư lôi 53,3 cm (21 in), bao gồm bốn ống trước mũi và một ống phía đuôi, và mang theo tổng cộng 14 quả ngư lôi, hoặc tối đa 22 quả thủy lôi TMA, hoặc 33 quả TMB. Tàu ngầm Type VIIC bố trí một hải pháo 8,8 cm SK C/35 cùng một pháo phòng không 2 cm (0,79 in) trên boong tàu. Thủy thủ đoàn bao gồm 4 sĩ quan và 40-56 thủy thủ.

### Chế tạo
U-593 được đặt hàng vào ngày 16 tháng 1, 1940, và được đặt lườn tại xưởng tàu của hãng Blohm & Voss ở Hamburg vào ngày 17 tháng 12, 1940. Nó được hạ thủy vào ngày 3 tháng 9, 1941, và nhập biên chế cùng Hải quân Đức Quốc Xã vào ngày 23 tháng 10, 1941 dưới quyền chỉ huy của Hạm trưởng, Đại úy Hải quân Gerd Kelbling.

## Lịch sử hoạt động

### 1942
Sau khi hoàn tất việc huấn luyện trong thành phần Chi hạm đội U-boat 8, U-593 được điều sang Chi hạm đội U-boat 7 từ ngày 1 tháng 3, 1942 để hoạt động trên tuyến đầu, rồi được điều sang Chi hạm đội U-boat 29 từ ngày 1 tháng 11, 1942 để hoạt động trong khu vực Địa Trung Hải cho đến khi bị mất.

#### Chuyến tuần tra thứ nhất
U-593 khởi hành từ cảng Kiel, Đức vào ngày 2 tháng 3, 1942 cho chuyến tuần tra đầu tiên trong chiến tranh. Nó đã tiến ra Bắc Hải, rồi băng qua khe GI-UK giữa các quần đảo Shetland và Faroe để vòng qua quần đảo Anh và hoạt động tại các vùng biển Bắc Đại Tây Dương về phía Tây Bắc Scotland và phía Tây Ireland (Khu vực Tiếp cận phía Tây). Vào ngày 11 tháng 3, trong khi tìm cách tấn công Đoàn tàu PQ-13, nó bị tàu khu trục hộ tống Anh HMS Lamerton và tàu khu trục Na Uy HNoMS Newport tấn công bằng hải pháo và mìn sâu, và đã bị hư hại nhẹ. Sang ngày hôm sau 12 tháng 3, ở vị trí về phía Tây đảo Lewis, Scotland, nó lại bị một máy bay ném bom Lockheed Hudson thuộc Liên đội 224 Không quân Hoàng gia Anh (RAF) tấn công gần đội hình Đoàn tàu PQ-13; ba quả mìn sâu ném xuống đã không gây hư hại gì cho U-593. Chiếc U-boat kết thúc chuyến tuần tra khi đi đến cảng St. Nazaire bên bờ Đại Tây Dương của Pháp đã bị Đức chiếm đóng vào ngày 28 tháng 3.

#### Chuyến tuần tra thứ hai
Xuất phát từ cảng St. Nazaire vào ngày 20 tháng 4 cho chuyến tuần tra thứ hai, U-593 đã băng qua suốt Đại Tây Dương để hoạt động dọc theo bờ biển Canada và Hoa Kỳ trong khuôn khổ Chiến dịch Paukenschlag (tiếng Anh: Chiến dịch Drumbeat). Vào ngày 14 tháng 5, nó phóng ngư lôi tấn công và gây hư hại cho chiếc tàu buôn Hy Lạp Stavros 4.853 GRT ở vị trí về phía Đông Nam New York.
Đến ngày 25 tháng 5, U-593 tiếp tục phóng ngư lôi tấn công chiếc Persephone 8.426 GRT, khiến chiếc tàu chở dầu Panama bị vỡ làm đôi và đắm tại vùng nước nông. Phần mũi tàu được trục vớt và thu hồi số hàng hóa trước khi tháo dỡ, và Persephone được xem là một tổn thất toàn bộ. Chiếc tàu ngầm kết thúc chuyến tuần tra khi quay trở về St. Nazaire vào ngày 18 tháng 6.

#### Chuyến tuần tra thứ ba
Chuyến tuần tra thứ ba của U-593, cùng xuất phát và kết thúc tại cảng St. Nazaire, diễn ra từ ngày 22 tháng 7 đến ngày 19 tháng 8. Nó đã hoạt động trong vùng biển Bắc Đại Tây Dương về phía Đông Newfoundland, Canada. Tại đây nó đã tấn công một nhóm tàu bị phân tán khỏi Đoàn tàu SC-94 do sương mù vào ngày 5 tháng 8, và đánh chìm được chiếc tàu buôn Hà Lan Spar 3.616 GRT.

#### Chuyến tuần tra thứ tư
Khởi hành từ St. Nazaire vào ngày 3 tháng 10 cho chuyến tuần tra thứ tư, U-593 được lệnh chuyển sang hoạt động tại khu vực Địa Trung Hải. Sau khi thành công trong việc vượt qua eo biển Gibraltar được phía Đồng Minh canh phòng nghiêm ngặt vào ngày 9 tháng 10, nó đi đến căn cứ hoạt động mới tại cảng La Spezia, Ý vào ngày 15 tháng 10. Con tàu chính thức được điều sang Chi hạm đội U-boat 29 từ ngày 1 tháng 11, 1942.

#### Chuyến tuần tra thứ năm và thứ sáu
U-593 rời La Spezia vào ngày 2 tháng 11 cho chuyến tuần tra thứ năm để hoạt động dọc theo bờ biển Bắc Phi ngoài khơi Algérie.  Vào ngày 12 tháng 11, nó phóng hai loạt bốn quả ngư lôi tấn công Đoàn tàu KMS-2 , đánh chìm chiếc tàu buôn Anh Browning 5.332 GRT ở vị trí ngoài khơi Oran, Algérie. Ngay sau đó các tàu hộ tống đối phương đã truy lùng chiếc tàu ngầm trong suốt 16 giờ, nhưng nó thoát được mà không bị hư hại, và quay trở về căn cứ La Spezia vào ngày 16 tháng 11.
Trong chuyến tuần tra tiếp theo, U-593 rời La Spezia vào ngày 29 tháng 11 để tiếp tục hoạt động dọc theo bờ biển Bắc Phi ngoài khơi Algérie. Nó kết thúc chuyến tuần tra và đi đến căn cứ mới tại cảng Pola (nay là Pula thuộc Croatia) vào ngày 31 tháng 12.

### 1943

#### Chuyến tuần tra thứ bảy
U-593 xuất phát từ cảng Pola vào ngày 6 tháng 2 cho chuyến tuần tra thứ bảy, và hoạt động tại khu vực Đông Địa Trung Hải ngoài khơi bờ biển Libya và Ai Cập cho đến khi đi đến căn cứ mới trên đảo Salamis, Hy Lạp vào ngày 8 tháng 3.

#### Chuyến tuần tra thứ tám
Chuyến tuần tra thứ tám, cùng xuất phát và kết thúc tại Salamis, được U-593 thực hiện từ ngày 13 đến ngày 21 tháng 3 tại khu vực Đông Địa Trung Hải ngoài khơi Libya. Tại đây vào ngày 18 tháng 3, nó tấn công một đoàn tàu vận tải nhỏ , và đã đánh chìm các tàu buôn Anh Dafila 1.940 GRT và Kaying 2.626 GRT ở vị trí ngoài khơi Darnah, Libya.

#### Chuyến tuần tra thứ chín
Chiếc tàu ngầm vẫn tiếp tục hoạt động tại vùng biển ngoài khơi Libya trong chuyến tuần tra thứ chín, cùng xuất phát và kết thúc tại Salamis, từ ngày 25 tháng 3 đến ngày 4 tháng 4, nơi nó phóng ngư lôi tấn công Đoàn tàu XT-7 vào ngày 27 tháng 3, và đã đánh chìm chiếc tàu buôn Anh City of Guildford 5.157 GRT ở vị trí ngoài khơi Darnah.

#### Chuyến tuần tra thứ mười
U-593 khởi hành từ đảo Salamis cho chuyến tuần tra tiếp theo từ ngày 8 tháng 4, và vẫn hoạt động tại vùng biển Đông Địa Trung Hải. Vào ngày 11 tháng 4, nó phóng ngư lôi tấn công một đoàn tàu vận tải nhỏ, và đánh chìm chiếc tàu buôn Anh Runo 1.858 GRT ở vị trí khoảng 60 nmi (110 km) về phía Đông Bắc Bardia, Libya. Đến ngày 11 tháng 4, chiếc U-boat bị một máy bay ném bom Lockheed Hudson thuộc Liên đội 459 Không quân Hoàng gia Australia ném bom tấn công, và chịu hư hại. Con tàu quay trở về Salamis vào ngày 23 tháng 4, và ngay sau đó lên đường đi Pola, đến nơi năm ngày sau đó.

#### Chuyến tuần tra thứ mười một
U-593 khởi hành từ cảng Pola vào ngày 13 tháng 6 cho chuyến tuần tra thứ mười một, và quay trở lại hoạt động tại vùng biển Bắc Phi ngoài khơi Algérie. Vào ngày 22 tháng 6, nó phóng một loạt ngư lôi tấn công Đoàn tàu Elastic ở vị trí khoảng 8 nmi (15 km) về phía Đông Bắc mũi Corbelin, Algérie, gây tổn thất toàn bộ cho tàu đổ bộ LST USS LST-333 (1.625 tấn) của Hải quân Hoa Kỳ, đồng thời gây hư hại cho chiếc tàu đổ bộ USS LST-387 (1.625 tấn).
Đến ngày 22 tháng 6, chiếc tàu ngầm lại phóng một loạt hai quả ngư lôi tấn công Đoàn tàu KMS-18B ở vị trí về phía Đông Bắc mũi Bengut, Algérie, đánh chìm chiếc tàu buôn Anh Devis 6.054 GRT, đồng thời cũng được ghi công đánh chìm hai xuồng đổ bộ HMS LCM-1123 và HMS LCM-1129 (52 tấn mỗi chiếc) được Devis vận chuyển. Kết thúc chuyến tuần tra, chiếc tàu ngầm đi đến cảng Toulon ở miền Nam nước Pháp vào ngày 11 tháng 7. Toulon trở thành căn cứ hoạt động chính của chiếc U-boat cho đến khi nó bị mất.

#### Chuyến tuần tra thứ mười hai
U-593 rời cảng Toulon vào ngày 27 tháng 7 cho chuyến tuần tra thứ mười hai, và đã hoạt động trong khu vực Tây Địa Trung Hải về phía Tây Nam đảo Sardegna. Tại đây vào ngày 5 tháng 8, nó bị ba máy bay tiêm kích P-40 Warhark thuộc Phi đoàn Tiêm kích 325 Không lực Lục quân Hoa Kỳ tấn công, khiến cầu tàu bị hư hại bởi hỏa lực súng máy. Chiếc U-boat quay trở về Toulon vào ngày 8 tháng 8.

#### Chuyến tuần tra thứ mười ba
U-593 thực hiện chuyến tuần tra tiếp theo từ ngày 15 tháng 9 đến ngày 5 tháng 10 để hoạt động trong vịnh Salerno. Tại đây vào ngày 21 tháng 9, nó phóng ngư lôi tấn công Đoàn tàu NSS-3 ở vị trí khoảng 45 nmi (83 km) về phía Nam Salerno, đánh chìm chiếc tàu Liberty Hoa Kỳ William W. Gerhard 7.176 GRT. Đến ngày 25 tháng 9, chiếc tàu ngầm lại phóng ngư lôi đánh chìm tàu quét mìn USS Skill (815 tấn) của Hải quân Hoa Kỳ trong vịnh Salerno.

#### Chuyến tuần tra thứ mười bốn và mười lăm
U-593 lại xuất phát từ cảng Toulon vào ngày 26 tháng 10 cho chuyến tuần tra thứ mười bốn, và hoạt động tại vùng biển Bắc Phi ngoài khơi Algérie. Tại đây vào ngày 3 tháng 11, nó phóng ngư lôi tấn công Đoàn tàu KMS-30 ở vị trí khoảng 40 nmi (74 km) về phía Đông Bắc Ténès, Algérie, đánh chìm chiếc tàu buôn Pháp Mont Viso 4.531 GRT. Ngay sau đó nó bị một tàu buôn khác trong đoàn tàu nổ súng phản công, rồi tiếp tục bị các tàu corvette HMS Bryony và tàu khu trục hộ tống HMS Haydon của Hải quân Hoàng gia Anh thả mìn sâu phản công và truy đuổi. U-593 vô tình chìm xuống đến tận đáy biển ở độ sâu 220 m (720 ft), bị rò rỉ nước và hư hại ống phóng ngư lôi, nên phải kết thúc chuyến tuần tra và quay trở về căn cứ Toulon vào ngày 7 tháng 11.
Chuyến tuần tra ngắn tiếp theo của U-593 từ căn cứ Toulon chỉ kéo dài từ ngày 25 đến ngày 29 tháng 11. Nó đụng độ một tàu ngầm đối phương ngoài khơi Saint-Tropez vào ngày 25 tháng 11, nhưng ngư lôi phóng từ cả hai đối thủ đều đã không trúng đích.

#### Chuyến tuần tra thứ mười sáu – Bị mất
U-593 xuất phát từ cảng Toulon vào ngày 1 tháng 12 cho chuyến tuần tra thứ mười sáu, cũng là chuyến cuối cùng, để hoạt động tại vùng biển Bắc Phi ngoài khơi Algérie. Vào ngày 12 tháng 12, nó tấn công Đoàn tàu KMS-34 xuất phát từ Gibraltar và đang đi dọc bờ biển Algérie, phóng ngư lôi đánh chìm tàu khu trục hộ tống HMS Tynedale (1.000 tấn) của Hải quân Hoàng gia Anh ở vị trí về phía Đông Bắc Bougie, Algérie, và ngay sau đó bị các tàu hộ tống khác của đoàn tàu truy đuổi. Chiếc U-boat xoay sở né tránh và phản công, đánh chìm thêm tàu khu trục hộ tống Anh HMS Holcombe (1.078 tấn).
Sang ngày hôm sau 13 tháng 12, U-593 trúng mìn sâu thả từ các tàu khu trục USS Wainwright của Hải quân Hoa Kỳ và tàu khu trục hộ tống Anh HMS Calpe, và bị đánh chìm ở vị trí về phía Đông Bắc Bougie, tại tọa độ 37°38′B 05°58′Đ / 37,633°B 5,967°Đ. Toàn bộ 51 thành viên thủy thủ đoàn của chiếc U-boat đều sống sót, khi được các tàu Đồng Minh cứu vớt và bị bắt làm tù binh chiến tranh.

### "Bầy sói" tham gia
U-593 từng tham gia ba bầy sói:
- Steinbrinck (3 – 11 tháng 8, 1942)
- Lohs (11 – 17 tháng 8, 1942)
- Tümmler (3 – 11 tháng 10, 1942)

### Tóm tắt chiến công
U-593 đã đánh chìm hay gây tổn thất toàn bộ cho mười tàu buôn và năm tàu chiến với tổng tải trọng 46.716 GRT và 4.579 tấn, đồng thời gây hư hại cho một tàu buôn và hai tàu chiến với tổng tải trọng 4.853 GRT và 1.677 tấn:
| Ngày              | Tên tàu            | Quốc tịch              | Tải trọng | Số phận          |
| ----------------- | ------------------ | ---------------------- | --------- | ---------------- |
| 14 tháng 5, 1942  | Stavros            | Greece                 | 4.853     | Bị hư hại        |
| 25 tháng 5, 1942  | Persephone         | Panama                 | 8.426     | Tổn thất toàn bộ |
| 5 tháng 8, 1942   | Spar               | Netherlands            | 3.616     | Bị đánh chìm     |
| 12 tháng 11, 1942 | Browning           | United Kingdom         | 5.332     | Bị đánh chìm     |
| 18 tháng 3, 1943  | Dafila             | United Kingdom         | 1.940     | Bị đánh chìm     |
| 18 tháng 3, 1943  | Kaying             | United Kingdom         | 2.626     | Bị đánh chìm     |
| 27 tháng 3, 1943  | City of Guildford  | United Kingdom         | 5.157     | Bị đánh chìm     |
| 11 tháng 4, 1943  | Runo               | United Kingdom         | 1.858     | Bị đánh chìm     |
| 22 tháng 6, 1943  | USS LST-333        | Hải quân Hoa Kỳ        | 1.625     | Tổn thất toàn bộ |
| 22 tháng 6, 1943  | USS LST-387        | Hải quân Hoa Kỳ        | 1.625     | Bị hư hại        |
| 5 tháng 7, 1943   | Devis              | United Kingdom         | 6.054     | Bị đánh chìm     |
| 5 tháng 7, 1943   | HMS LCM-1123       | Hải quân Hoàng gia Anh | 52        | Bị đánh chìm     |
| 5 tháng 7, 1943   | HMS LCM-1129       | Hải quân Hoàng gia Anh | 52        | Bị hư hại        |
| 21 tháng 9, 1943  | William W. Gerhard | United States          | 7.176     | Bị đánh chìm     |
| 7 tháng 9, 1943   | USS Skill          | Hải quân Hoa Kỳ        | 815       | Bị đánh chìm     |
| 3 tháng 11, 1943  | Mont Viso          | Free France            | 4.531     | Bị đánh chìm     |
| 12 tháng 12, 1943 | HMS Tynedale       | Hải quân Hoàng gia Anh | 1.000     | Bị đánh chìm     |
| 12 tháng 12, 1943 | HMS Holcombe       | Hải quân Hoàng gia Anh | 1.087     | Bị đánh chìm     |